# Castel Vartenberk
Castel Vartenberk (in ceco Zámek Vartenberk), anche noto come castello di Stráž, si trova nel territorio del comune di Stráž pod Ralskem, Distretto di Česká Lípa nella Regione di Liberec della Repubblica Ceca. L'antico castello gotico risaliva al XIII secolo e fu edificato da Markvart di Březno o da suo figlio Beneš il Grande di Vartenberk. Venne ricostruito nel XVI secolo.

## Storia

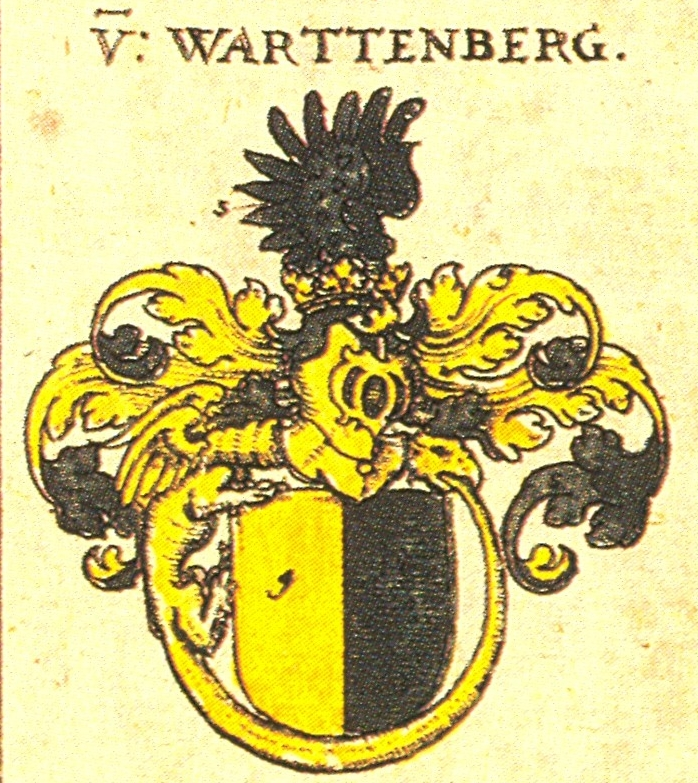
Stemma della famiglia Warttenberg

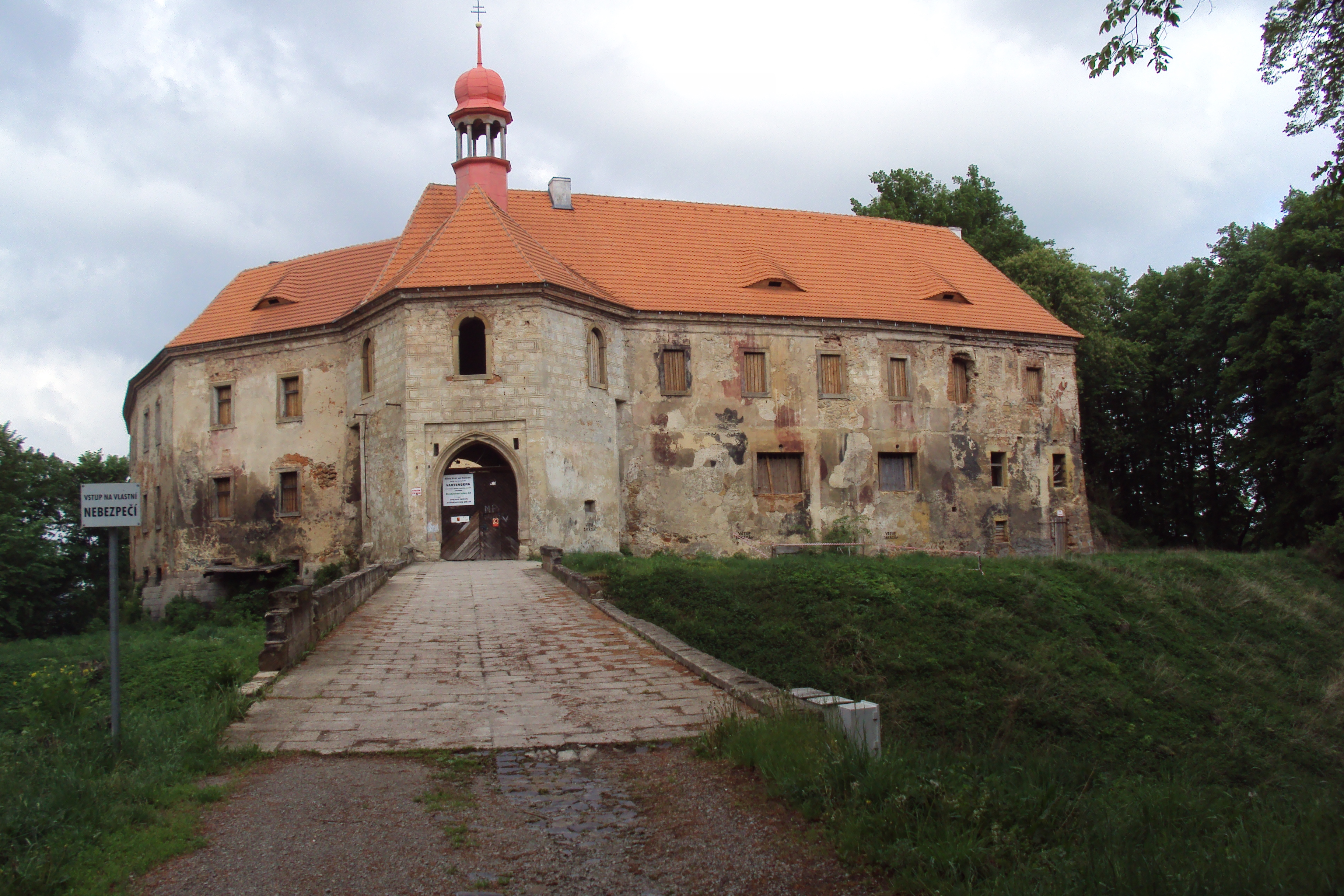
Castello nel 2011, in fase di lavori per la sua ricostruzione

Il primitivo castello gotico, risalente al 1281, venne edificato da Markvart di Březno o da suo figlio Beneš il Grande di Vartenberk. Sul territorio del castello venne fondata la cittadina Stráž pod Ralskem e le prime citazioni storiche che riguardano sia il castello sia la città si accavanno. La bassa collina circondata su tre lati dal ruscello Ještěd, situata in una posizione strategica dal punto di vista militare e commerciale e la scelta della posizione per il castello è legata alla scelta di controllo territoriale di colonizzazione dei signori Vartenberk che ottennero anche col vicino castello di Lemberk. Le dimensioni straordinarie e la struttura del castello fanno pensare che tra i possibili costruttori possa esservi stato anche Venceslao II di Boemia. Storicamente tuttavia i signori che lo ebbero appartenevano ad una potente famiglia Vartenberk che a lungo vennero chiamati di Wartenberk. Un altro documento che ne conferma l'esistenza porta la firma del già citato re Venceslao II di Boemia ed è del 1283. Il castello rimase in possesso della famiglia fino al XV secolo. Dopo le guerre hussite i proprietari cambiarono rapidamente fino al 1504, quando il castello fu acquistato da Bartolomeo Hiršpergár di Königsheim e il castello venne ricostruito in stile rinascimentale nel 1563. Dopo la battaglia della Montagna Bianca durante la guerra dei trent'anni fu acquistato da Albrecht von Wallenstein che lo aggiunse ad altri suoi possedimenti nella Boemia settentrionale. Con la morte di Wallenstein nel 1634 la proprietà passò ai Liechtenstein-Kastelkorny e alla famiglia Hartig. Negli anni tra il 1639 e il 1645 fu gravemente danneggiato dagli svedesi. Nel 1714 la tenuta fu acquistata da Ludvík Hartig, che presto la collegò al maniero Mimoň. La famiglia Hartig, gli ultimi nobili proprietari di Stráž, vissero alternativamente a Stráž e a Mimon, dove trasferirono la loro residenza principale dopo il completamento del nuovo castello nel 1830. Il castello di Stráž rimase la sede del vasto possedimento. Dopo il grande incendio che colpì la città nel 1854 parte delle persone rimaste senza casa furono temporaneamente ospitate nel castello. Nel 1903, quando gli Hartig iniziarono ad affittavano le stanze del castello ad ospiti estivi, la torretta sopra la cappella fu demolita. Dopo la prima guerra mondiale, nel 1922, divenne proprietà della cittadina. Una parte del castello fu utilizzata come sede scolastica. Dopo la fine della seconda guerra mondiale fu occupato dall'Armata Rossa sovietica, che lo danneggiò in modo considerevole e nel 1987 fu quasi completamente distrutto da un incendio rendendo necessario un intervento per la sua ricostruzione, iniziato nel 2006.

## Descrizione

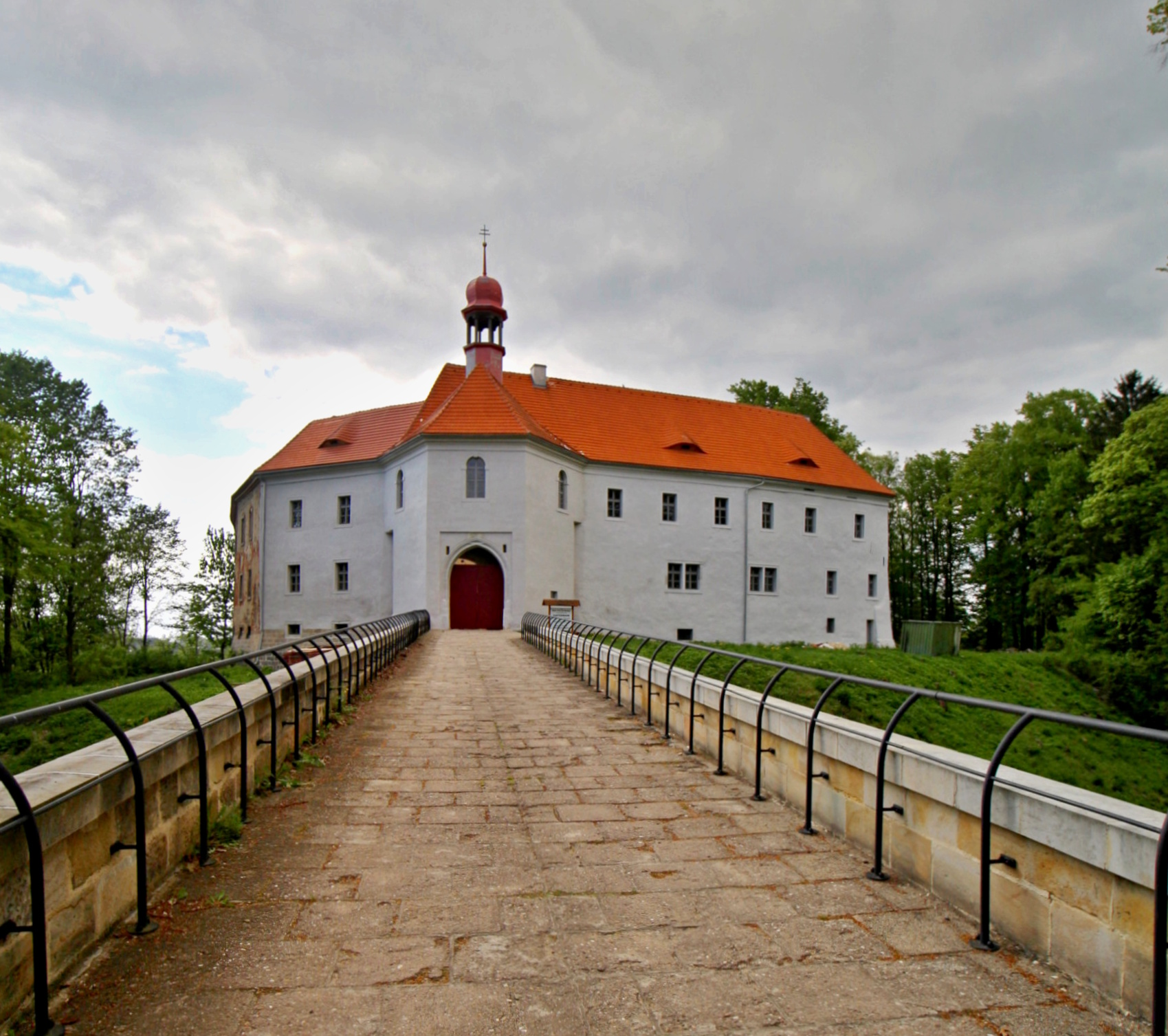
Castello visto dal ponte di accesso ricostruito

Il castello si trova nella parte nord dell'abitato di Stráž pod Ralskem nella Regione di Liberec, Repubblica Ceca. La grande struttura comprende il castello vero e proprio, il grande ponte di accesso, la cappella di San Giovanni Nepomuceno e il grande parco che lo circonda. Molte delle parti difensive storiche sono scomparse nel corso dei secoli e la facciata principale col grande portale di accesso tardo gotico si raggiunge con un lungo ponte. Il portale si trova in una parte sporgente rispetto al resto della facciata che rispetta la pianta piligonale aperta della struttura. L'intonaco graffito sopra il cancello della porta ha incisa la data 1563. Il tracciato delle mura principali non è del tutto chiaro e i muri esterni delle ali che ci sono pervenute sono costruiti sul muro di recinzione. Secondo antiche descrizioni al centro del complesso si trovava forse una grande torre.

### Monumento culturale della Repubblica Ceca
Dal 1995 la tutela dei monumenti della Repubblica Ceca considera l'intera area del complesso di castel Vartenberk un monumento culturale tutelato col numero di catalogo 1000153330.